# Elecciones legislativas de Uruguay de 1925
El 29 de noviembre de 1925 se realizaron las elecciones legislativas de Uruguay. Aunque el Partido Nacional obtuvo la mayor cantidad de diputados como partido único, las diversas facciones del Partido Colorado se apoderaron de la mitad de los diputados en la Cámara de Diputados.

## Resultados

### Cámara de Diputados
| Partido o lema          | Partido o lema               | Votos   | %      | Diputados obtenidos | +/-   |
| ----------------------- | ---------------------------- | ------- | ------ | ------------------- | ----- |
| Partido Colorado        | Partido Colorado Batllista   | 106,693 | 39.30  | 51                  | +1    |
| Partido Colorado        | Partido Colorado Gral Rivera | 16,302  | 6.01   | 7                   | -1    |
| Partido Colorado        | Partido Colorado Radical     | 8,436   | 3.11   | 4                   | -1    |
| Partido Colorado        | Unión Colorada de Durazno    | 2,318   | 0.85   | 1                   | Nuevo |
| Partido Colorado        | Agr, Col, Batll, Libre       | 868     | 0.32   | 0                   | -     |
| Partido Colorado        | Total                        | 134,617 | 49.59  | 63                  | 0     |
| Partido Nacional        | Partido Nacional             | 122,530 | 45.14  | 56                  | -2    |
| Partido Comunista       | Partido Comunista            | 4,838   | 1.78   | 1                   | 0     |
| Partido Blanco Radical  | Partido Blanco Radical       | 4,677   | 1.72   | 2                   | Nuevo |
| Unión Cívica            | Unión Cívica                 | 2,999   | 1.10   | 1                   | 0     |
| Partido Socialista      | Partido Socialista           | 1,794   | 0.66   | 0                   | 0     |
| Partido Agrario Popular | Partido Agrario Popular      | 13      | 0.00   | 0                   | Nuevo |
| Total                   | Total                        | 271,468 | 100.00 | 123                 | 0     |
| Votantes Registrados    | Votantes Registrados         | 331,743 | -      |                     |       |
| Fuente: Nohlen          |                              |         |        |                     |       |